# Alamedilla
Alamedilla (em português Alamedilha) é um município da Espanha na província de Granada, de área 90,71 km² com população de 695 habitantes (2013) e densidade populacional de 7,66 hab/km².

## Demografia
| Variação demográfica do município entre 1930 e 2013 | Variação demográfica do município entre 1930 e 2013 | Variação demográfica do município entre 1930 e 2013 | Variação demográfica do município entre 1930 e 2013 | Variação demográfica do município entre 1930 e 2013 | Variação demográfica do município entre 1930 e 2013 | Variação demográfica do município entre 1930 e 2013 | Variação demográfica do município entre 1930 e 2013 | Variação demográfica do município entre 1930 e 2013 |
| --------------------------------------------------- | --------------------------------------------------- | --------------------------------------------------- | --------------------------------------------------- | --------------------------------------------------- | --------------------------------------------------- | --------------------------------------------------- | --------------------------------------------------- | --------------------------------------------------- |
| 1930                                                | 1940                                                | 1950                                                | 1960                                                | 1970                                                | 1981                                                | 1991                                                | 2001                                                | 2013                                                |
| 1824                                                | 2634                                                | 3019                                                | 2631                                                | 1800                                                | 1329                                                | 1045                                                | 888                                                 | 695                                                 |